# Fernando Junqueira Reis de Andrade
Fernando Junqueira Reis de Andrade foi um político brasileiro do estado de Minas Gerais. Foi deputado estadual de Minas Gerais por quatro legislaturas consecutivas, da 7ª à 10ª legislatura (1971 - 1987).